# 东海街道 (泉州市)
东海街道是中华人民共和国福建省泉州市丰泽区下辖的一个街道。

## 行政区划
东海街道办事处驻泉宁路89号。东海街道共辖9个社区，分别是：
后厝社区、北星社区、东梅社区、后埔社区、金崎社区、浔埔社区、滨城社区、滨海社区。
2025年1月6日大坪、雲谷、雲山、寶山、法石、後亭、千億、寶珊花園、海景9個社區析出置臨海街道。